# Tratado de Reciprocidad
El Tratado de Reciprocidad, también conocido como el Tratado de Elgin - Marcy, fue un tratado sobre el comercio entre las colonias de la América británica y Estados Unidos. Cubrió las materias primas y estuvo en vigor desde 1854 hasta 1866. representó un movimiento hacia el libre comercio, y se opone por elementos proteccionistas en los Estados Unidos, que se unió a los estadounidenses enojado con aparente apoyo británico para la Confederación, terminó en 1866. La solución para la mayoría de los líderes de la Norteamérica británica se convirtió en confederación en el Dominio de Canadá (1867), que supuestamente abriría muchas nuevas oportunidades económicas dentro de Canadá. Los intentos del Partido Liberal de Canadá para reactivar el comercio libre en 1911 condujo a una victoria política de los Conservadores, quien advirtió que Canadá sería absorbido por su vecino gigante. Hablar de la reciprocidad se dejó en suspenso desde hace décadas.

## Orígenes
Frente a la terminación de la preferencia imperial británica, cuando las Corn Laws británicas (los aranceles sobre la importación de alimentos en Gran Bretaña) fueron derogadas en 1846, la comunidad empresarial de Canadá, con sede en Montreal, miraron hacia el sur. Los comerciantes amenazaron con presionar para la anexión a los EE. UU. a menos que Londres, negoció un tratado de libre comercio con Washington. En 1854, lograron lo que querían en el Tratado de Elgin-Marcy. Que figuran la mayoría de canadienses materias primas y productos agrícolas - especialmente la madera y el trigo - que las mercancías admitidas con franquicia al mercado de EE. UU. El tratado puso fin a la tarifa de América el 21% sobre las importaciones de recursos naturales. A cambio, los estadounidenses se les dio los derechos de pesca en la costa este. El tratado también concedió un derecho de navegación a cada pocos lagos y otros ríos.
El tratado representa un intento por parte de los fabricantes estadounidenses, por un lado, para ampliar su mercado de exportación y para obtener materias primas más baratas, y un intento de los partidarios del libre comercio, los reformadores arancelarias, y su historia aliados del Partido Demócrata, por el otro, para reducir el arancel. Los intereses protegidos, la movilización en la Partido Republicano, se defendió

## Efectos
Los historiadores han acordado el impacto ha sido pequeño para los EE. UU., pero han debatido sobre sus efectos en Canadá. Después de que el tratado entró en vigor se produjo un gran aumento de las exportaciones de Canadá a los Estados Unidos, y un rápido crecimiento de la economía canadiense, especialmente en el sur de Ontario. Las exportaciones canadienses a Estados Unidos creció en un 33% después del tratado, mientras que las exportaciones estadounidenses sólo creció un 7%. Dentro de los diez años, el comercio se ha duplicado entre los dos países. Durante casi un siglo los economistas canadienses vieron la era de la reciprocidad como un período felices para la economía canadiense.
En 1968 esta visión optimista fue cuestionada por los historiadores económicos. (Oficial y Smith, 1968). Argumentaron que el crecimiento del comercio se debió a la introducción de los ferrocarriles de Canadá y por la Guerra de Secesión que conduce a una gran demanda en los Estados Unidos. También argumentan que las estadísticas son cuestionables. Antes de las tarifas, mucho contrabando se llevó a cabo. El libre comercio trajo este comercio a la luz pública, pero este aumento en el comercio registrado en realidad no reflejan el crecimiento de la economía. En 1855, hubo malas cosechas de trigo en los Estados Unidos y Gran Bretaña. También vio los suministros rusos de trigo cortado por el Guerra de Crimea. Esto condujo a un gran año para el trigo de Canadá, independientemente de la introducción de la tarifa. También se argumentó que el comercio de daño de fabricación canadiense. Por ejemplo, la exportación de leche y la cebada herido el queso de Canadá y el comercio de cerveza. Ahora los estudiosos en general sostienen que la prosperidad económica que siguió el tratado era en gran parte el resultado de estos otros factores.
El tratado ha estimulado la industria minera del carbón en el Nueva Escocia. Esa colonia ya se estaba moviendo hacia el libre comercio antes de 1854 el tratado entró en vigor, pero que el tratado sigue siendo modesto resultado en beneficios directos. La estructura de la economía ha cambiado porque los mercados de algunos productos básicos, como el carbón aumentó en gran medida, la demanda de otros bienes se mantuvo sin cambios. El Tratado de Reciprocidad complementa el movimiento anterior hacia el libre comercio y ha estimulado la exportación de productos vendidos principalmente a los Estados Unidos Gerriets.

## Fin del tratado
El tratado fue abrogado por los estadounidenses en 1866 por varias razones. Muchos consideraron que Canadá fue el único país que se benefician de ella, y porque se opuso a la protección Cayley-Galt arancel impuesta por la provincia de Canadá a los productos manufacturados. También los EE. UU. estaba enojado con los británicos por haber apoyado extraoficialmente el Sur en la Guerra Civil.
El estado de Maine, por su ubicación, fue un jugador clave. El tratado se benefició la posición de Portland comerciales con respecto a la de Montreal y el interior de Canadá, pero muchos políticos y hombres de negocios sin embargo, Maine trabajó con éxito para terminar el tratado. muchos votantes estaban enojados con la conducta de Canadá durante la Guerra Civil. Hubo exceso de confianza por parte de los intereses del ferrocarril de Portland, y los intereses madera Bangor se oponen a la integración económica continental, prevista por el tratado.
Mientras que Canadá intentó negociar un nuevo tratado de reciprocidad, los estadounidenses se habían comprometido a aranceles elevados y no estaría de acuerdo. Con el tiempo, John A. Macdonald, crea un sistema canadiense de tarifas conocido como el Política Nacional. En 1911, un acuerdo de libre comercio entre liberales s Wilfrid Laurier "y los estadounidenses fue rechazada por el electorado en las elecciones de 1911.
A partir de 1945 ambas naciones se unieron a la Acuerdo General sobre Aranceles Aduaneros y Comercio (AGAAC) y las tarifas comenzó a reducirse de manera constante. El libre comercio entre los dos países fue finalizada por el 1988 Tratado de Libre Comercio de Canadá y Estados Unidos .

### Efectos políticos
De 1867 a 1911, la recuperación de la reciprocidad es un objetivo de todos los gobiernos de Canadá. La retórica política que realizó una emisión de partido: el Partido Conservador, que se situó en público por el nacionalismo y el proteccionismo ("el Política Nacional"), éxito en asociar a los liberales con el libre comercio, unión comercial con los EE. UU., y el continentalismo, que olía a la absorción por los EE. UU. El gobierno liberal de Sir Wilfrid Laurier logró la firma de un tratado de reciprocidad con el presidente de Estados Unidos William Howard Taft. Los conservadores hicieron el tema central de las elecciones de 1911, encendiendo el sentimiento antiamericano por serias advertencias que el tratado a su vez, la economía en que el control estadounidense. Los liberales fueron derrotados de manera decisiva y el tratado fue rechazado.